# 大通東 (札幌市)
大通東（おおどおりひがし）は、札幌市中央区の街区「大通」の創成川以東の部分であり、東1丁目から東14丁目まで設置されている。郵便番号は060-0041。

## 地理
東に豊平川、西に大通公園がある、東西に細長い街区である。
1丁目は創世1.1.1.区の一角をなす地域である。

## 河川
- 豊平川

## 施設
公的機関
- あそぶべ公園（東4丁目）
- 札幌市水道局本局庁舎（東11丁目）

教育機関
- 大通夜間保育園（東4丁目）
- 札幌市立中央小学校（東6丁目）

商業施設・企業
- 北海道電力本店・別館・札幌中央変電所（東1丁目）
- 北海道新聞社本社（東4丁目）
- 東1丁目劇場施設（東1丁目）
- ノーザンクロス（東2丁目）
- カナモト本社（東3丁目）
- テレビ北海道本社（東6丁目）

高層マンション
- シティタワー札幌大通（東2丁目）

## 交通

### 鉄道
- 札幌市営地下鉄東西線バスセンター前駅（東4・5丁目）

### バス
バスターミナル
- 北海道中央バス札幌ターミナル（東1丁目）

### 道路
国道
- 国道5号
- 国道12号
- 国道275号